# 모리 카츠유키
모리 카츠유키(森且行, 1974년 2월 19일~)는 일본의 오토레이서(자동차경주선수)이다. 도쿄도 아다치구 출신으로 오토레이서로 전향했다.
소속 기획사는 현재 JKA의 카와구치 오토 레이스장에 소속되어있다.
SMAP의 전멤버.SMAP에서도 인기 멤버였지만 꿈을 위해 탈퇴후 프로레이서로 전향.현재는 일본 탑급레이서.

## 경력
- 1996년 5월에 오토레이서로 변신을 했다
  - 은퇴 기자 회견에는 리더인 나카이 마사히로가 함께했다. 탈퇴 전 나카이가 진행했던 『TK MUSIC CLAMP』에 출연해 "(오토레이서로) 스타가 될게, 반드시" 라고 약속하였다.
  - 1996년 5월 27일 SMAP×SMAP에서 마지막 방송을 하였다. 마지막 코너는 "모리 카츠유키 스페셜"로 꾸며져 SMAP의 노래를 불렀고 멤버들 모두 눈물을 흘렸다.
- 2000년 후반 오토레이스 최상위인 S급에 랭크된다.
- 2005년 한때 A급으로 하락했지만, 2006년 후반에 S급 복귀, 이후는 S급을 유지하고있다.
- 2008년 6월 허리 수술을 하였으나 전반적으로 안정세를 유지하고 상금 랭킹 10 위에 랭크되기도 하였다. 우승 5회를 필두로 첫 가와구치 오토 1위, 슈퍼스타 왕좌 결정전 진출을 확정했다.